# 五郷
五郷（ごきょう、生没年不詳）とは、江戸時代の浮世絵師。

## 来歴
鳥文斎栄之の門人。俗名不明、あるいは「五卿」と号したかともいう。また孟城斎と号したといわれる。作画期は天明の末から寛政はじめにかけての頃とされ、作に吉原の遊女を描いた大判の錦絵が知られる。いずれも「栄之門人五郷画」と落款している。

## 作品
- 「あふき屋内華人」　大判錦絵　ボストン美術館所蔵　※ほかに平木浮世絵財団、ベルリン東洋美術館も所蔵
- 「丁子屋錦戸」　大判錦絵　※「あふき屋内華人」と2枚続になるもの
- 「てう字屋美さ山・松葉屋わかな・あふき屋うちとふ知」（桜下太夫道中）　大判錦絵3枚続　大英博物館所蔵　※他に平木浮世絵財団も所蔵
- 「玉屋うち小紫・蔦屋内三しう」　大判錦絵2枚続　ボストン美術館所蔵　※寛政2年（1790年）頃。現在この2枚が知られているが、本来はもう1枚あって3枚続だったかという。他に「玉屋うち小紫」をヴィクトリア&アルバート美術館、「蔦屋内三しう」をブリュッセル王立美術歴史博物館が所蔵